# ヨハネス・ヴィルジング
ヨハネス・ヴィルジング（Johannes Wilsing 、1856年9月8日 – 1943年12月23日）は、ドイツの天文学者。

## 生涯
ベルリンに生まれた。ゲッティンゲン大学で学んだあとベルリン大学で学び、ベルリン大学から論文Über den Einfluss von Luftdruck und Wärme auf die Pendelbewegung(周期運動に対する気圧と温度の影響について（?）)で博士号を得た。
1881年にポツダム天体物理天文台に入所し、1921年の引退までそこで働いた。始め、黒点の観測や太陽の自転周期の推定を含む太陽の研究を行った。1897年に太陽系に比較的近い恒星であるはくちょう座61番星の視差の測定を行った。
1898年にポツダム天体物理天文台の観測員になり翌年ユリウス・シャイナーと協力して太陽からの電波の検出を試みたが、成功しなかった。同じ年に新星のスペクトルについての説明を試みた。恒星の明るさや色や直径についての研究を行った。ポツダムで没した。
月のクレーターに ヴィルジングの名が命名されている。